# Begüm Erciyas
Begüm Erciyas (Ankara, 1982) is een Turkse choreografe en performance artiest, die woont en werkt in Brussel en Berlijn. Erciyas maakt intieme performances die een ervaring oproepen van zowel isolatie als samenzijn. Ze werkt vaak rond de kracht van de stem en de daad van het spreken en speelt met en zoekt de grenzen op van theater, performance en geluidskunst.

## Biografie
Erciyas werd geboren in 1982, in de Turkse hoofdstad Ankara. Als ze daar een opleiding moleculaire biologie en genetica volgt aan de Bilkent Universiteit, ontdekt ze de hedendaagse dans via een amateurgezelschap van studenten en zo wordt haar interesse voor choreografie gewekt. Als ze later gevraagd wordt of die aanvankelijke wetenschappelijke studies invloed hadden op haar werk als kunstenaar, antwoordt ze: "Misschien is het feit dat ik experimenteel en methodisch werk leuk vind wel een gevolg van deze achtergrond. En ook het feit dat ik niet bang ben om voor elk project nieuwe technieken te leren." Vervolgens richt ze in Istanbul mee de dansgroep [laboratuar] op, een onderzoeks- en projectgroep voor podiumkunsten. Vervolgens gaat ze naar de Salzburg Experimental Academy of Dance in Oostenrijk, waar ze in 2006 de danceWeb studiebeurs ontvangt. In 2007 studeert ze af.
Vanaf 2006 is Erciyas lid van Sweet and Tender Collaborations, een artiestencollectief dat actief was tot 2012. Dit collectief bestond uit 46 jonge kunstenaars uit 23 verschillende landen, die samen werkten aan "een artistiek project dat tot doel had te experimenteren met samenwerkingsmethoden die de grens tussen onderzoek, productie en verspreiding oprekken en tegelijkertijd de artistieke diversiteit van de deelnemers respecteren". Verdere leden zijn oa. Jenny Beyer, Liz Rech en Marianne Baillot. Erciyas ontwikkelde oa. de performance Ballroom (2010) in het kader van dit collectief. In 2011 werd Ballroom vertoond in Theater Monty te Antwerpen.
In de periode 2007-2008 is ze artist in residence bij Akademie Schloss Solitude in Stuttgart. Hier maakt ze de performance »left/übrig(geblieben)«, met Anja Bornsek en Marc Iglesias Figueras. In 2009 is ze artist in residence bij het K3 - Zentrum für Choreographie Hamburg. In 2012 ontvangt ze een stipendium van de Berlijnse senaat en van de Contemporary Arts Alliance Berlin.
Sinds 2014 woont Erciyas in Brussel, waar ze een residentie had bij de organisatie Workspace Brussels. Kaaitheater Brussel is co-producent van haar voorstelling A Speculation / Eine Spekulation (2014), over "onze fysieke relatie met geld." Sinds 2015 ontwikkelt Erciyas "transdisciplinaire formats, die verder gaan dan de frontale blackbox setting en die de individuele toeschouwer uitnodigen om alleen te zijn met het werk. De spanning tussen isolement en samenhorigheid staat altijd centraal. Ze gaat ook artistiek aan de slag met nieuwe technologieën die ons gevoel van collectiviteit definiëren en uitdagen."
In 2014 is Erciyas artist in residence bij Villa Kamogawa / Goethe Institute Kyoto, waar ze een eerste versie van de voorstelling Voicing Pieces brengt. In de periode van 2014 tot 2016 werkt ze dat onderzoeksproject rond de stem verder uit. Ze wil een intieme performance maken, met als enige performers de toeschouwer en diens eigen stem. "Voicing Pieces (2016) is evenzeer een verkenning van de stem als van het lezen, een verkenning van de complexe relatie tussen het lezen van het geschreven woord, de typografie, vorm, de positie ervan op de pagina, en de afhankelijkheid van de stem; van de zintuiglijke, vocale en auditieve dimensie ervan." In een interview verklaart ze: "Ik was in 2014 in Japan en daar zag ik mensen karaokeruimtes huren om in hun eentje karaoke te zingen. Ik huurde ook een karaokeruimte en ik realiseerde me dat alleen zijn met mijn eigen stem een zeer waardevolle ervaring is." Voor de performance/installatie Voicing Pieces neemt de toeschouwer plaats in een geluidsdicht hokje, waar een eenvoudig script ligt. Zodoende wordt hij uitgenodigd om als een buitenstaander naar zichzelf te luisteren. De performance stelt de vraag hoe onze stem, die zo sterk samenvalt met wie we zijn, zo vreemd kan klinken. De krant De Morgen schreef: "Drie keer kruip je met je hoofd binnen in een holle ruimte. De eerste lijkt op een ruwe meteoriet, de tweede op een grote buidel, de derde op een futuristische oven met een hoge schouw. In elke ruimte wacht je een tekst, die je gewoon moet voorlezen, via een microfoon bevestigd aan je koptelefoon. Een lange reis, al duurt ze niet meer dan een half uur, die je uiteindelijk weer thuis brengt bij jezelf, bij je eigen stem. En die zal nooit meer klinken als voorheen. Magisch." Voicing Pieces is te beleven op Kunstenfestivaldesarts 2017 in Brussel, de Beursschouwburg in Brussel in 2018, op Het Theaterfestival 2018 in De Singel te Antwerpen, De Brakke Grond in Amsterdam in 2019 en nogmaals in De Singel te Antwerpen in 2023.
In 2017 ontvangt Berciyas een onderzoeksbeurs van de Saison Foundation Tokyo, waar ze gedurende enkele maanden werkt rond het thema "Omgaan met het onzichtbare – Een onderzoek naar gemeenschappelijke en ceremoniële praktijken om waarde, betekenis en leven te geven aan objecten" en ze onderzoekt ook "de relatie tussen robots en mensen."
Tussen 2018 en 2020 onderzoekt Erciyas het onderwerp "kunstmatige intimiteiten" en zoekt ze naar "nieuwe theatrale formats die het publiek in staat stellen een eenzame ervaring op te doen". In haar voorstelling Pillow Talk uit 2019 nodigt ze het publiek uit om een gesprek aan te gaan met een kunstmatige stem die uit een soort kussen komt. Hiermee richt de kunstenaar zich op "de ervaring van de stem als autonoom medium. Want hoewel we er onze persoonlijke overtuigingen en gevoelens mee uitdrukken, blijven we in het digitale tijdperk vaak in twijfel over wie spreekt: een persoon of een machine? In Pillow Talk functioneert de kunstmatige stem als een bemiddelaar, een gesprekspartner en een spiegel." Een recensie van e-tcetera.be noemt Pillow Talk "een onderhoudende voorstelling die je spelenderwijs verlicht over je blijkbaar ongebreidelde vermogen om te geloven in de fictie die een idioot apparaat voorwendt te zijn, ook al valt de gecreëerde schijn bijzonder makkelijk te doorzien." Pillow Talk was in 2019 te beleven op Kunstenfestivaldesarts en NEXT Arts Festival in Kortrijk en in STUK Leuven in 2020.
In 2019 verklaart Erciyas het volgende over publieksparticiatie: "Mijn laatste twee werken Voicing Pieces en Pillow Talk nodigen het publiek uit om het werk alleen te ervaren, op zichzelf. Je hebt geen verantwoordelijkheid ten opzichte van de andere toeschouwers of de kunstenaars. Je bent vrij om de suggesties die het werk biedt over te nemen of te beslissen hoe je ze zult volgen. Je bent je eigen publiek. ... De relatie die mensen hebben met hun eigen stem en met hun innerlijke stem is de afgelopen jaren een belangrijk onderzoeksonderwerp voor mij geweest. Interessant genoeg is ons meest innerlijke, meest persoonlijke deel ook het meest vreemde. Zo intrigerend vreemd, dat we zelfs toeschouwers van onze eigen stem kunnen worden."
Tijdens de lockdown in 2020 onderzoekt Erciyas "de spanning tussen isolatie en politieke collectiviteit" in de brieven die de radicale activist Sam Melville schreef toen hij in de gevangenis van Attica zat. In haar voorstelling Letters from Attica wordt de gefragmenteerde tekst van die brieven doorgegeven van mond tot mond in de publieke ruimte. Melville werd vastgehouden na een reeks bomaanslagen als protest tegen de Vietnamoorlog en zou ook in de gevangenis sterven tijdens een opstand. In een intieme fluisterperformance wekt Erciyas samen met het publiek Melvilles revolutionaire woorden terug tot leven. Hoe kan een stem reizen van één lichaam naar vele? Deze voorstelling wordt geproduceerd door Kunstenfestivaldesarts, waar ze in 2020 vertoond werd. In 2022 wordt ze eveneens geprogrammeerd in De Singel. Op theaterblog e-tcetera.be wordt deze voorstelling omschreven als "het ensceneren van een tegelijk intieme en sociaal gedeelde ruimte van interpersoonlijke samenwerking, een waarin de performatieve spreekakt die mee de relatie met de andere maakt ondanks de opgelegde taal een onvoorspelbaar gebeuren blijft. Niet zozeer door de referentie aan de figuur van Sam Melville, maar door het reflexief maken van deze contingentie krijgt Letters from Attica een politieke lading."
Sinds 2021 is Erciyas huisartieste van kunstencampus De Singel in Antwerpen. Deze residentie duurt tot 2026.
De voorstelling Forest Silent Gathering gaat in het voorjaar van 2022 in première en wordt in verschillende bossen door heel Europa gepresenteerd. In een interview verklaart Erciyas: "Tijdens de pandemie is mijn aanpak veranderd, en kwam de nadruk meer te liggen op het zoeken naar een gevoel van saamhorigheid. ... Aangezien we in die periode steeds meer naar verschillende realiteiten afdreven, voelde het als een interessant moment van tabula rasa, het goede moment om te vragen: ‘wat is het dat ons samenhoudt en wat zal ons samenhouden?’ ... In wezen heb ik het bos gekozen vanwege de privacy die het biedt. ... Meestal ben je alleen in het bos. Dat maakt het een plek zonder sociale codes. Omdat we net door een fase gingen waarin kunstinstellingen erg gereguleerd waren, wilde ik de groep die samenkomt in het bos een gevoel van zelfbeschikking geven. … Deze performance gaat niet alleen over waarom en hoe mensen samenkomen, maar ook over waarom we samenkomen in een bos. Met dit stuk probeer ik bovendien de ervaring van elke toeschouwer van dit specifieke bos te belichten. Het is een performance die in verschillende bossen kan toeren, maar ik wil dat het iedere keer exact over deze groep en over dit bos gaat." Deze voorstelling wordt gemaakt in co-productie met Kunstenwerkplaats Brussel. Voorstellingen worden georganiseerd door De Singel (2022) in de Kalmthoutse Heide, door STUK in het Meerdaalwoud (2022) en door Kaaitheater in het Zoniënwoud (2023).
In 2024 presenteert Erciyas de audio-installatie Hands Made. Bezoekers van deze performance zitten in het donker en laten een hand rusten op een uitgelichte tafel, terwijl een vrouwenstem via een koptelefoon spreekt: 'Je handen zijn het enige lichaamsdeel dat je vanuit alle hoeken kunt bekijken.' De stem instrueert de bezoekers om naar elkaar toe te bewegen, elkaar aan te raken, elkaars tastzin te verkennen. Dan begint de tafel te trillen..." schrijft de recencent van De Volkskrant. "Hands Made gaat over contact maken met de ander, maar ook over inbeelding. Want waarvoor gebruiken we onze handen op dagelijkse basis, en welk werk verrichten ze?" luidt het in Theaterkrant.nl. Hands Made werd vertoond op Kunstenfestivaldesarts 2024, Spring Festival Utrecht 2024 en in De Brakke Grond.

## Oeuvre
- 2007 - sites[55]
- 2009 - Double - een performance in twee delen met Min Kyoung Lee[56]
- 2010 - Ballroom[57]
- 2011 - MATCH[58]
- 2011 - The Lake[59]
- 2012 - this piece is still to come[60]
- 2014 - Eine Spekulation / A Speculation[61] - een co-productie van Kaaitheater (Brussel), Hebbel am Ufer (Berlijn), Kunstencentrum BUDA (Kortrijk), WP ZIMMER VZW[62] (Antwerpen), PACT Zollverein/ Residency (Essen) en kunstencentrum STUK (Leuven).
- 2016 - Voicing Pieces[63] - een co-productie van WP Zimmer, STUK Leuven, Tanzfabrik Berlin/ Tanznacht
- 2019 - Pillow Talk[64] - een co-productoe van Kunstenfestivaldesarts Brussel, STUK Leuven, Next Festival , PACT Zollverein Essen, Centre Dramatique National Nanterre-Amandiers
- 2020 - Letters from Attica[65] - productie van Kunstenfestivaldesarts
- 2022 - Forest Silent Gathering[66] - een co-productie van De Singel, STUK, Arcadia 2022, PACT Zollverein, Platform 0090, Kunstenwerkplaats, met steun van de Vlaamse Overheid.[67]
- 2023 - Contribution for Shared Landscapes[68] - in samenwerking met Daniel Kötter
- 2024 - Hands Made[69] - co-productie van DeSingel,[70] Tangente St.Pölten Festival für Gegenwartskunst (St.Pölten), PACT Zollverein, Kunstenfestivaldesarts, SPRING Performing Arts Festival (Utrecht)[71]

## Externe Links
- Officiële website